# Hell of a Life
"Hell of a Life" to piosenka hip-hopowa pochodząca z reedycji szóstego studyjnego albumu amerykańskiego rapera T.I. pt. Paper Trail (2008). Utwór napisany został przez T.I., Nate'a Hillsa, Iommi'ego, Osbourne'a, Butlera i Warda oraz wyprodukowany przez Floyda "Danję" Hillsa.

## Informacje o utworze oraz teledysku
W 2009 roku, przy okazji wydania reedycji albumu Paper Trail zatytułowanej Paper Trail: Case Closed, planowano opublikowanie utworu "Hell of a Life" jako singla. Ostatecznie zrezygnowano z tego pomysłu.
Do piosenki nakręcono wideoklip, który swoją premierę odnotował dnia 5 października 2009 za pośrednictwem witryny TrapMuzik.com. Teledysk ukazuje dwadzieścia cztery godziny z życia T.I., dokładnie ostatni dzień rapera na wolności przed rozpoczęciem się jego procesu sądowego w sprawie posiadania nielegalnej broni.

## Pozycje na listach przebojów
| Kraj              | Notowanie (2009)                | Wydawca   | Najwyższa pozycja |
| ----------------- | ------------------------------- | --------- | ----------------- |
| Kanada            | Canadian Hot 100                | Billboard | 43                |
| Stany Zjednoczone | Billboard Hot 100               | Billboard | 54                |
| Stany Zjednoczone | Billboard Hot R&B/Hip-Hop Songs | Billboard | 71                |